# Rendegraver
En rendegraver betegner ifm. byggeri, en entreprenørmaskine, der består af køretøj der minder om en traktor, udstyret med en frontlæsser foran med skovl foran og en gravearm på bagenden. Ordet rendegraver henviser typisk til en skovl som er, som navnet siger, beregnet til at grave render med. På grund af dens (relativt) lille størrelse og alsidighed er rendegravere meget almindelige til små byggeprojekter (såsom at bygge et hus, reparere byveje osv.).
I Danmark producerer virksomheden Hydrema rendegravere, JCB gør også. Hydrema producerer fire typer, som er knækstyrede, altså at de kan dreje på midten ved brug af rattet, og de er udstyret med vandrette støtteben. JCB producerer to typer, og de har typisk lodrette støtteben.

## Galleri
| - En JCB 3CX rendegraver. De vandrette støtteben er sænket så maskinen kan stå fast på jorden, så den ikke vælter mens den arbejder. - En Hydrema rendegraver - En Kubota traktor med frontlæsser og rendegraver, altså gravearmen på bagenden - Maskinens rendegraver, altså gravearmen, udstyret med lodrette støtteben, set bagfra - En JCB rendegraver i Army-grøn farve |